# Alexandre Arnoux
Alexandre Arnoux (Digne-les-Bains, 27 de fevereiro de 1884 - Boulogne-Billancourt, 4 de janeiro de 1973) foi um romancista e dramaturgo francês.
Arnoux era filho de um professor e inspetor da Academia. Sua obra, muito variada, é composta de poemas, narrações inspiradas na guerra, romances fantásticos fortemente marcados por ciência e música, teatro e ensaios.
Em 1913, publicou na Bélgica a obra La belle et la bête em formato de teatro. Esta obra inspirou Jean Cocteau a criar o filme homônimo de 1946, com Jean Marais.
O matemático Evariste Galois inspirou Les Algorithmes de 1921.
Arnoux foi tradutor de Fausto (obra de Goethe) e de La vie est un songe, de Pedro Calderón de la Barca (realizada em parceria com sua esposa, falecida em 1938). A partir de 1947, se tornou membro da Academia Goncourt,.

## Obras

### Poesias
- - L'allée des mortes (1906)
  - Au grand vent (1909)
  - Cent sept quatrains (1944)

### Romances
- - Didier Flaboche (1912)
  - Abisag ou l'Église transportée par la foi (1918)
  - La mort de Pan (1909)
  - C'est le Cabaret (1919)
  - Índice 33 (1920)
  - La nuit de Saint-Barnabé (1921)
  - Écoute s'il pleut (1923)
  - Le règne du bonheur (1924)
  - Suite variée (1925)
  - Le chiffre (1926)
  - Les gentilshommes de ceinture (1928)
  - Carnet de route du juif errant (1930)
  - Merlin l'enchanteur (1931)
  - Poésie du hasard (1934)
  - Ki-Pro-Ko (1935)
  - Le rossignol napolitain (1937)
  - A l'autre bout de l'arc en ciel (1940)
  - Rêveries d'un policier amateur (1945)
  - Hélène et les guerres (1945)
  - Algorithme (1948)
  - Le règne du bonheur Présence du futur n° 40

### Teatro
- - La belle et la bête (1913)
  - Huon de Bordeaux (1922)
  - Petite lumière et l'ourse (1923)
  - les Taureaux (1947)
  - L’amour des trois oranges (1947)
  - Flamenca (1965)

### Ensaios
- - Romancero moresque (1921)
  - La légende du cid campéador (1922)
  - Haute Provence (1926)
  - Rencontres avec Richard Wagner (1927)
  - Cinéma (1929)
  - Tristan Corbière (1929)
  - Contacts allemands  (1950)
  - Paris sur Seine (1939)
  - Journal d'exil (1944)
  - Rhône mon fleuve (1944)
  - Paris ma grand'ville (1949)

### Cinema
- - Les derniers jours de Pompéi (1950)
  - La dame de haut le bois (1947)
  - Premier de cordée (1944)
  - La Charrette fantôme (1939)
  - La Piste du nord (1939)
  - Ultimatum (1938)
  - Le drame de Shangaï (1938)
  - Frères corses (1938)
  - Sous la terreur (1935)
  - Le tunnel (1933)
  - Don Quichotte (1933)
  - Dans les rues (1933)
  - La voix sans visage (1933)
  - L'Atlantide (1932)
  - Maldone (1928)
  - L'âtre (1923)
  - Quatre vingt treize (1921)